# Мешчјорски национални парк
Мешчјорски национални парк (рус. Национальный парк «Мещерский») обухвата обимна мочварна подручја (баре, тресетне бране, реке и језера) и шуме бора и брезе на Источноевропској низији у северном делу Рјазањске области у Русији, око 120 km источно од Москве. Станиште у мочварама обезбеђује изузетно богат биодиверзитет међу биљкама и животињама. Парк је добио име по средњовековном племену Мешчјора, које је живело на тим просторима. "Мешчјорски" (Мещёрский) национални парк не треба поистовећивати са националним парком "Мешчјора" (Мещёра), који се налази северније у Владимирској области. Под заштитом парка је део реке Пра, језеро Белоје, и припадајуће мочваре и шуме. Око 54% територије парка је искоришћено у пољопривредне сврхе од стране локалних заједница.
Мешчјора национални парк чини део мочварног подручја "Плавна ливада река Оке и Пра" по Рамсарској конвенцији (Ramsar ID #167), као мочварно подручје од међународног значаја.

## Топографија
Мешчјорски се налази у равној, древној алувијалној долини формираној у периоду квартар повлачењем глечера. 
Слив реке Пра обухвата мале реке (укључујући реке Буж и Пол), потоке, и 48 km дугачак ланац језера међусобно повезаних каналима. Језера су плитка (испод 1,1 m при ниском водостају), са обалама обраслим шипразима. Највећа језера су: Великоје, које има водену површину од 20,7 km², Дубовоје (12,2 km²) и Мартјново (2,46 km²). На ушћу река Пра и Оке, поплавна ливада је 10 km широка.
Надморска висина у парку се креће од 80 m до 120 m. Мочваре у летњем периоду имају низак водостај и често пресушују. Као и већина националних паркова у Русији, и Мешчјорски је подељен на зоне према нивоу заштите. Од 1995. године зонски план Мешчјорског националног парка обухвата следеће зоне:
- Зона стриктне заштите: 20,1 хиљада хектара (19,8%)
- Еколошка рестаурација: 50,8 хиљада хектара (49,3%)
- Традиционалне економске активности: 29,4 хиљада хектара (28,6%)
- Рекреација и услуге за посетиоце: 2,7 хиљада хектара (2,6%)[6]

- Језеро Белоје, северни део Рјазањске области
- Језеро Сокорево, на реци Пра

## Клима и екорегион
Клима у парку Мешчјорски је умереноконтинентална (Кепенова класификација климата Dfb), карактеришу је четири различита годишња доба, изражена разлика између зимских и летњих температура, дугих зима и кратких, топлих и кишних лета. Просечне температуре варирају од -10 °C у јануару до 24 °C у јулу. Просек годишњих падавина износи 406 mm.

## Биљке
У шумовитим пределима доминира бор, где су земљишта песковита.. На мање песковитом земљишту, најчешће се срећу бреза, јасика, јова, и неке врсте смрча. Научници су идентификовали 866 врста васкуларних биљака у парку, од којих је 47 класификовано као рањиво.

## Животиње
Јужни део парка је тајга, где живе велики сисари попут лоса, дивље свиње, и мрког медведа дуж ивица шуме. Број даброва се брзо повећава, заједно са мускратима у језерима и каналима. У пролеће, птице селице стижу у великом броју, посебно гуске и патке, са барским птицама у мочварама. Најчешће рибе у реци Оки и језерима у парку су: гргеч, штука, клен, деверика, бодорка, и друге. У угрожене врсте које насељавају парк спада Nyctalus lasiopterus.

## Историја
У средњем веку подручје парка је било насељено племеном Поволшких Финаца, познатијих као Мешчјора. Били су ловци, рибари, и занатлије; због тога што мочварна подручја нису привлачила племена која су се бавила пољопривредом (као што су Словени) а која су се селила у 11. и 12. веку, племе Мешчјора успело је да сачува свој језик и идентитет све до 16. века.
Руски сликар Абрам Архипов живео је у селу на овом подручју и сликао живописне пејзаже крајем 1800-их. Совјетски писац Константин Паустовски такође је живео у овом подручју, и писао је о природном окружењу Мешчјорског.
Шумски пожари и тресетни пожари представљају велику опасност за парк Мешчјорског. Многа подручја су прилично сува током лета, а исушени тресет – као природно гориво – је веома запаљив. Да би се опасност смањила, ради се на повећању нивоа воде у парку и повећава се употреба савремене против пожарне опреме и технике. Од 2003. године спроводи се дугорочни програм рестаурације тресета. Преко 6.000 ха деградираног тресета је поново обрађено до 2015. године.

## Туризам
Парк је веома популаран за рекреацију на отвореном - планинарење, бициклизам, камповање, вожња бродом, риболов, сакупљање бобичастих воћа и печурки итд. Парк снажно наглашава еколошко образовање, са дечијим камповима, фестивалима и научним учешћем.